# 扎兰营子镇
扎兰营子镇，是中华人民共和国辽宁省阜新市阜新蒙古族自治县下辖的一个乡镇级行政单位。

## 行政区划
扎兰营子镇下辖以下地区：
扎兰营子村、哈达营子村、大五家子村、他木板村、冷汤村、木头营子村、汪四营子村、二等皋村和七家子村。